# Vlag van Saksen-Hildburghausen
Saksen-Hildburghausen, een van de Ernestijnse hertogdommen in het huidige Thüringen, heeft twee verschillende vlaggen gebruikt. De eerste vlag van het hertogdom was waarschijnlijk een driekleur in de kleuren rood, groen en wit. In 1815, na de napoleontische oorlogen en de oprichting van de Duitse Bond, nam het hertogdom een groen-witte tweekleur aan. Deze vlag bleef in gebruik tot Saksen-Hilburghausen als staat werd opgeheven bij de herindeling van de Ernestijnse hertogdommen in 1826.
| Vexillologisch symbool voor een civiele vlag en dienstvlag te land | Vexillologisch symbool voor een civiele vlag en dienstvlag te land |